# Roman Romanow (książę)
Roman Piotrowicz Romanow (ur. 17 października 1896 w Peterhofie, zm. 23 października 1978) – książę Rosji.
Książę Roman urodził się w pałacu w Peterhofie, Petersburg, jako jedyny syn wielkiego księcia Piotra Mikołajewicza Romanowa i jego żony księżniczki Milicy Czarnogórskiej.
W 1916 roku ukończył studia na Akademii Inżynieryjnej w Kijowie. Książę Roman został oddelegowany do Kaukaskiego Pułku Saperów na front turecki. Po abdykacji cara Mikołaja II mieszkał w rezydencji ojca na Krymie, a w 1919 roku opuścił Rosję na brytyjskim okręcie wojennym HMS Marlborough. W 1941 roku zaproponowano mu koronę nowo utworzonego niezależnego królestwa Czarnogóry, jednak książę odmówił.
Książę Roman ożenił się 16 listopada 1921 roku w Antibes, Francja, z hrabiną Prascowią Cheremetową (ur. 18 października 1901, zm. 21 grudnia 1980). Para miała dwójkę synów:
- Mikołaja Romanowicza Romanowa, księcia Rosji (ur. 26 listopada 1922, zm. 15 września 2014)
- Dymitra Romanowicza Romanowa (ur. 17 maja 1926, zm. 31 grudnia 2016)